# Robin Welsh
Robin Welsh (Edinburgh, 20 oktober 1869 - aldaar, 21 oktober 1934) was een Brits curlingspeler en rugbyspeler.

## Biografie
Welsh speelde in de periode 1895-1896 vier interlands voor het Schots rugbyteam. Welsh behaalde zijn grootste bekendheid door samen met zijn ploeggenoten de gouden medaille te winnen bij het Curling op de Olympische Winterspelen 1924 in het Franse Chamonix. Tijdens Welsh zijn deelname aan de spelen van 1924 was hij 54 jaar oud, Welsh is tot de dag van vandaag de oudste winnaar van olympisch goud tijdens de Olympische Winterspelen.